# كلايتون كويلو دوس سانتوس
كلايتون كويلو دوس سانتوس (12 مايو 1988 في ريف اكسينغوارا في البرازيل – )؛ هو لاعب كرة قدم كان يلعب كمهاجم.

## وصلات خارجية
- كلايتون كويلو دوس سانتوس على موقع اتحاد تركيا (لاعب) (الإنجليزية)
- كلايتون كويلو دوس سانتوس على موقع رابطة كرة القدم اليابانية للمحترفين (اليابانية)
- كلايتون كويلو دوس سانتوس على موقع قاعدة بيانات كرة القدم.إي يو (الإنجليزية)
- كلايتون كويلو دوس سانتوس على موقع Soccerway.com (الإنجليزية)
- كلايتون كويلو دوس سانتوس على موقع عالم كرة القدم.نت (الإنجليزية)